# Butler (adelsätt)
Butler är en irländsk adelsätt, överflyttad från England med Theobald Walter (död 1206), som 1177 blev Hereditary Chief Butler of Ireland ("överhovmunskänk"), därav tillnamnet Butler, som senare blev släktnamn. Flera av ättens medlemmar har burit titlarna earl, markis eller hertig av Ormonde. 1528 tillades dessutom titeln earl av Ossory åt linjen Ormonde. 1715–1791 var dessa titlar fråntagna ätten, men 1791 blev en av släktens medlemmar på nytt earl, och 1825 återskänktes även markisvärdigheten åt huset Ormonde.